# BVK Personalvorsorge des Kantons Zürich
Die BVK ist mit 142’800 Versicherten (Stand 2024; 100‘600 Aktivversicherte und 42‘200 Rentenbeziehende) die grösste Pensionskasse der Schweiz. 60 % der Kunden von den rund 440 angeschlossenen Arbeitgebern sind aus den Branchen Gesundheit, Bildung, Infrastruktur, Transport und Verwaltung. Die restlichen 40 % sind Angestellte des Kantons Zürich. Die BVK ist schweizweit tätig. Seit 2017 ist ihre Geschäftstätigkeit nicht mehr reglementarisch auf den Kanton Zürich beschränkt.
Sie wurde als erste grosse Pensionskasse in eine privatrechtliche Stiftung verselbständigt. Seit dem 1. Januar 2014 ist der aus gleich vielen Vertretern der Arbeitnehmer und Arbeitgeber zusammengesetzte Stiftungsrat das oberste Organ der BVK.

## Rechtsgrundlagen
Die gesetzlichen Grundlagen bilden das Bundesgesetz über die berufliche Alters-, Hinterlassenen- und Invalidenvorsorge (BVG), das Bundesgesetz über die Freizügigkeit in der beruflichen Alters-, Hinterlassenen- und Invalidenvorsorge (Freizügigkeitsgesetz, FZG) und die dazugehörigen Verordnungen. Zu den Rechtsgrundlagen zählen ferner die Reglemente der BVK.

## Organisation
Der achtzehnköpfige Stiftungsrat ist das oberste Organ der BVK. Er ist paritätisch besetzt, wodurch gleich viele Vertreter der Arbeitnehmer und Arbeitgeber im Gremium Einsitz nehmen. Präsident des Stiftungsrates ist der Arbeitgebervertreter Bruno Zanella (Leiter Human Resources der Flughafen Zürich AG), Vizepräsidentin die Arbeitnehmervertreterin Lilo Lätzsch (Sekundarlehrerin). Nach Ablauf der Hälfte der Amtszeit geht das Präsidium automatisch von der Präsidentin auf den Vizepräsidenten über und umgekehrt. Dem obersten Führungsorgan zur Seite stehen der Vorsorgeausschuss, der Anlageausschuss, der Prüfungs- und Personalausschuss. Diese Ausschüsse sind ebenfalls paritätisch zusammengesetzt, ihnen gehören ausschliesslich Mitglieder des Stiftungsrates an. Das operative Geschäft wird von der BVK-Geschäftsleitung unter dem Vorsitz von Thomas R. Schönbächler geführt.

## Geschichte
Die BVK wurde per 1. Januar 1926 gegründet und trat nach Aussen als Versicherungskasse für das Staatspersonal und später als Beamtenversicherungskasse auf. Gemäss Stiftungsurkunde lautete ihre formelle Bezeichnung BVK Personalvorsorge des Kantons Zürich. Nach Aussen tritt sie seit 2014 aber als BVK auf, wobei diesen drei Buchstaben keine Bedeutung mehr zugeordnet ist.
Der Deckungsgrad der BVK lag im vierten Jahr unter 100 %, als der Regierungsrat des Kantons Zürich im Herbst 2011 informierte, dass er mit einer Einmaleinlage von 2 Milliarden Schweizer Franken einen Beitrag zur langfristigen Finanzierung und Sanierung der BVK leisten wolle. Mit der Einmaleinlage verbunden war eine Statutenrevision, in welcher der technische Zinssatz (von 4 % auf 3,25 %) und somit auch der Renten-Umwandlungssatz reduziert wurden. Im April 2012 genehmigte der Zürcher Kantonsrat das Sanierungspaket mit nur einer Gegenstimme. Gegen die Einmaleinlage wurde während der zweimonatigen Frist kein Referendum ergriffen. Der entsprechende Beschluss des Kantonsparlaments trat damit auf Anfang 2013 in Kraft. Mit der Einmaleinlage kompensiert der Kanton Zürich auch Entscheide, nach denen er in den Jahren 1994 bis 2001 zu Lasten der BVK Leistungsverbesserungen, wie Beitragsreduktionen und Teuerungszulagen beschlossen hatte. Die Entscheide waren damals begründet, von den Sozialpartnern mitgetragen und wo nötig mittels Kantonsratsbeschluss legitimiert. Bei den Entscheiden betrug der Deckungsgrad immer mehr als 100 % (Ausnahme: Teuerungszulage 1995).
Im Herbst 2012 veröffentlichte die Parlamentarische Untersuchungskommission (PUK BVK) unter der Leitung von Markus Bischoff ihren Bericht zu den Korruptionsvorwürfen gegenüber dem ehemaligen Anlagechef, der ebenfalls im Herbst 2012 vom Zürcher Bezirksgericht in erster Instanz zu einer Freiheitsstrafe von sechs Jahren verurteilt wurde.
Im PUK-Bericht wird das mögliche Schadenspotenzial aufgrund des Korruptionsskandals im Sinne einer Grobschätzung auf «einige hundert Millionen bis eineinhalb Milliarden Franken» bezeichnet. Die PUK empfiehlt in ihrem Bericht dem Stiftungsrat auch, nach der Verselbstständigung die Verantwortlichkeiten zu prüfen.
Dem PUK-Bericht kann ebenso entnommen werden, dass die BVK unter dem Geschäftsführer seit 2009 «erhebliche strukturelle Änderungen» vorgenommen hat und die Pensionskasse schrittweise modernisiert wurde. Das Interne Kontrollsystem (IKS) wurde bei der BVK im Geschäftsjahr 2012 weiter ausgebaut. Alle Abteilungen der BVK wurden personell verstärkt. Wichtige Entscheidungen werden nach dem Vieraugenprinzip vorbereitet, kontrolliert und dokumentiert. Mit der Verteilung der Kompetenzen auf mindestens zwei Mitarbeitende sowie mit einer konsequenten Stellvertreterregelung werden «Kopfmonopole» verhindert.
Auf den 1. Januar 2014 wurde die BVK verselbständigt und in eine privatrechtliche Stiftung überführt. Sie wurde damit politisch vom Kanton gelöst. Im Oktober 2017 öffnete sich die BVK für den schweizweiten Vorsorgemarkt und passte die rechtlichen Grundlagen an, um neuen Kundenbedürfnissen zu entsprechen. Die bis dahin geltende Anschlussvoraussetzung der engen wirtschaftlichen oder finanziellen Verbundenheit mit dem Kanton Zürich wurde mit der Anpassung der rechtlichen Grundlagen aufgehoben: Die BVK kann neu die Personalvorsorge für Arbeitgeber aus der gesamten Schweiz betreiben. Voraussetzung für neue Anschlüsse sind, dass diese im Gesamtinteresse der Kasse bzw. der Versicherten und der angeschlossenen Arbeitgeber sind.
Der Stiftungsrat der BVK beschloss im Sommer 2015, zur langfristigen finanziellen Sicherung der Renten die versicherungstechnischen Grundlagen der Realität anzupassen und so die Umverteilung von den Aktivversicherten zu den Rentenbeziehenden zu vermeiden. Der technische Zinssatz wurde deshalb 2017 auf 2 % gesenkt. Die BVK finanzierte damals für alle Versicherten ab Alter 48 Abfederungsmassnahmen. 2022 wurde der technische Zinssatz erneut gesenkt – auf 1,75 %. Bei diesem Schritt finanziert die BVK für alle Versicherten ab Alter 21 Abfederungsmassnahmen. 2025 wurde der technische Zinssatz auf 2 % angehoben und die Umwandlungssätze nach oben korrigiert. Die BVK erwirtschaftete zwischen 2015 und 2024 eine durchschnittliche jährliche Performance von 3,7 %. Die Performance 2024 liegt bei 8,1 %. Der Deckungsgrad wurde per Ende Jahr mit 109,3 % ausgewiesen. Die Vermögensverwaltungskosten sanken um 0,01 Prozentpunkte und liegen bei 0,12 % (TER-OAK).